# Erebia depupillata
Erebia depupillata är en fjärilsart som beskrevs av Steiner 1918. Erebia depupillata ingår i släktet Erebia och familjen praktfjärilar. Inga underarter finns listade i Catalogue of Life.